# هورنیتسه
هورنیتسه (به چکی: Hořenice) یک منطقهٔ مسکونی در جمهوری چک است که در ناحیه ناخود واقع شده‌است. هورنیتسه ۳٫۲۷ کیلومتر مربع مساحت و ۱۶۲ نفر جمعیت دارد و ۲۶۶ متر بالاتر از سطح دریا واقع شده‌است.